# 水上裕子
水上 裕子（みなかみ ひろこ）は、日本のピアニスト、作曲家。クラシッククロスオーバーの先駆者として知られ、国内外で幅広く演奏活動を行っている。

## 来歴
福岡県出身。武蔵野音楽大学を卒業。
その後、オーストラリアでデビューし、ロシア、ルーマニアなどでコンサートを開催する。1996年に日本へ戻り、ザルツブルク八重奏団と共演する。
1996年から2016年までに2500回を超えるでコンサートを実施し、日本国内に留まらず、欧米やアジア各国でも活動している。
1997年より中国・東北地方での演奏活動を開始。2019年には「2019中日青少年交流促進年」の記念行事の一環として北京外国語大学でリサイタルコンサートを開催する。
水上のオリジナル楽曲はNHKや民放各局のテーマ曲やBGMとしても使用されており、CDはクラシックとしては異例の25000枚を売り上げている。
また、北陸国際音楽祭やRIVER FLOW ONGA 国際音楽祭で音楽監督を務めている。

## ディスコグラフィ
- 東欧ラプソディ
- ドゥムキー
- ユーラシアンストーリー
- 天空的彼岸
- heart to heart
- Reunion
- エトランゼ
- ハ短調のエチュード
- 水上裕子ベスト
- 記憶
- The シルクロード
- 大連旅情

## 著書
- 水上裕子『Hiroko 私にはピアノがあったから』第三文明社、2008年。ISBN 978-4-476-06205-2。

## 親族
ルーマニアの詩人・作家ニコラエ・シリウスと結婚。映画監督の横山博人は親族にあたる。